# Mercatello sul Metauro
Mercatello sul Metauro – miejscowość i gmina we Włoszech, w regionie Marche, w prowincji Pesaro i Urbino, położona nad rzeką Metauro.
Według danych na rok 2004 gminę zamieszkiwało 1448 osób, 21,3 os./km².

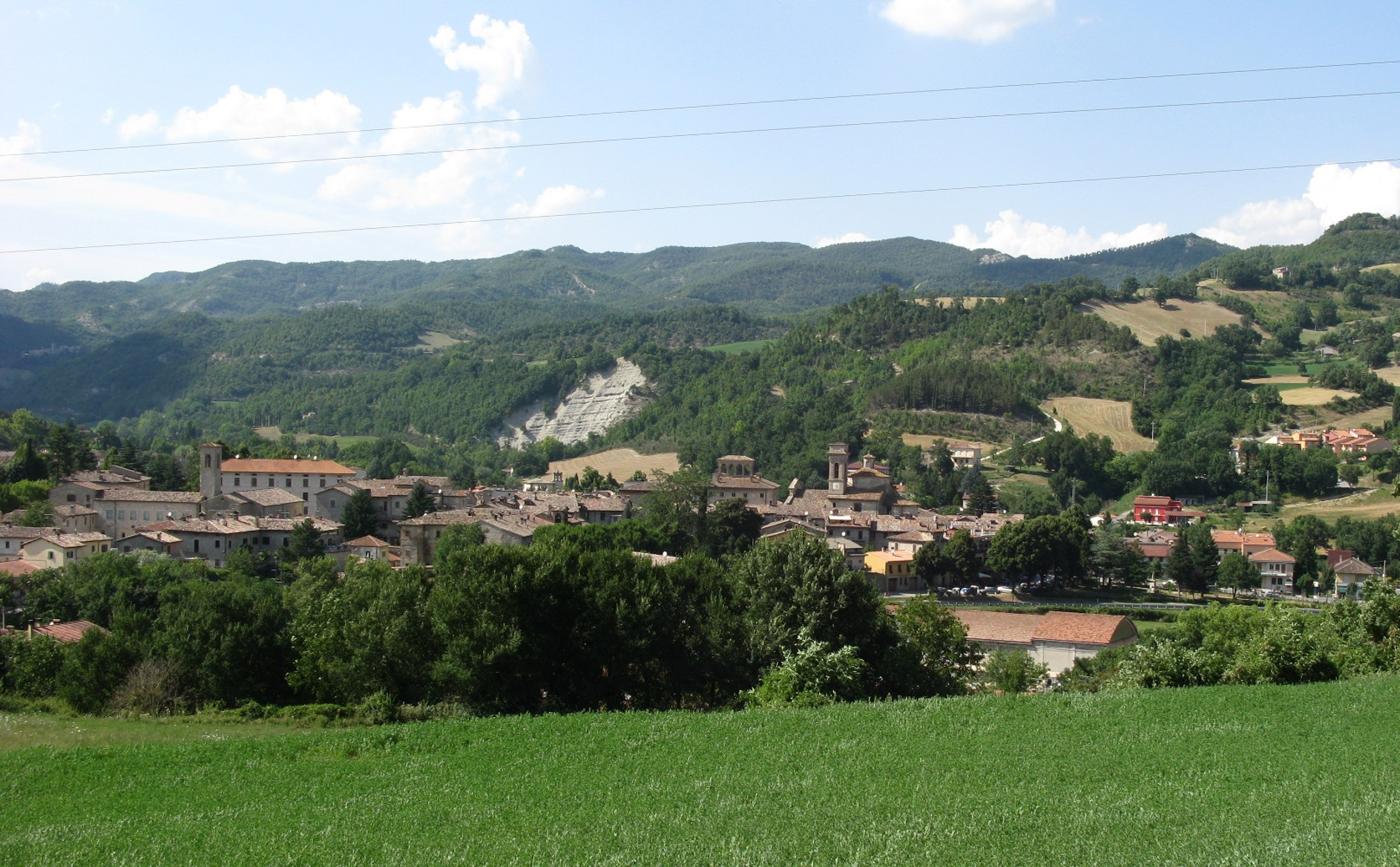
Mercatello sul Metauro